# Palcy
『Palcy』（パルシィ）は、講談社とpixivが共同開発した漫画アプリ。2018年3月15日にプレリリースを開始し、同年8月2日より正式にリリースされた。
オリジナル作品のほか、講談社の過去作などを読むことができる。5分以内で読めるよう、1エピソードあたりのページ数が10から20ページと短く設定され、アプリを通じて作者に収益が入る仕組みや、pixivの投稿システムを通じてのデビュー、全国書店員のマンガレビューなど、さまざまな機能が実装された。
2018年4月に『ARIA』（講談社）が休刊した際に、連載作品の一部が『Palcy』に移籍された。
2周年を機に2020年10月24日より講談社の少女・女性マンガ誌で連載中のほぼ全ての作品の最新話が、雑誌発売日当日に『Palcy』で読めるようになった。
あべゆりこが公式キャラクターのデザインを行っている。

## 特徴
キャッチコピーは「もっと、好きな、わたしと、セカイへ」。2019年2月より編集長を務めている助宗佑美によると、「『マガポケ』は少年誌的なベースがあり、『DAYS』は青年誌的なベースがあるため、『Palcy』はまず女の子が楽しく気持ちのよい場所であったらいい、「女の子のための場所だよ」ということを常に考えている」という。少年漫画や青年漫画も取り入れているが、性的に搾取されていたり、女性が男性のためだけに存在しているような要素は極力避けられている。オリジナル作品は「気楽に読めてバズりやすいもの」ではなく、「普通に面白いマンガ」が発表されている。

## 限定連載作品
他誌連載の再録ではなく、新作を掲載した作品に限る。作品名五十音順。日付は『Palcy』での連載開始日。

### 連載中
- 愛だけに。（チカ）2020年8月14日 -
- 悪食令嬢と狂血公爵 〜その魔物、私が美味しくいただきます!〜（原作：星彼方、漫画：水辺チカ、キャラクター原案：ペペロン）2021年3月22日 - ※コミカライズ。
- 朝起きたら妻になって妊娠していた俺のレポート（車谷晴子）2020年2月15日 -
- 阿部くんに狙われてます（岩井あき） ※『別冊フレンド』連載、『Palcy』で先行配信。
- アンタイトル・ブルー（夏目靫子）2020年4月25日 -
- イケオジモンスターと絶対零度男子 〜1年ぶりに拝んだタワー〜（フミト）2020年10月2日 -
- イケメン彼女とヒロインな俺!?（斎創）2019年10月22日 -
- いしゅ婚! 〜天狗のかりそめ花嫁〜（悦若えつこ）2021年2月18日 -
- 愛しい嘘 優しい闇（愛本みずほ）2020年4月25日 -
- 犬と猫どっちも飼ってると毎日たのしい（松本ひで吉）2018年3月15日 - ※作者がTwitterで発表後、連載。
- 犬間くんは待てができない（兎乃心）2021年2月9日 -
- ヴィクトリア・ウィナー・オーストウェン王妃は世界で一番偉そうである（原作：海月崎まつり、漫画：新城一）2021年3月22日 - ※コミカライズ。
- オープンマリッジ（田中マコト）
- オカン系男子かなたん（春巻はるな）2018年10月 -
- おじおい。（はてな）
- 推しネコ〜推しのネコとして飼われることになりました〜（ichimi）2021年4月11日 -
- オタ友が彼氏になったら、最高、かもしれない（青井みと）2020年12月19日 -
- オトナの赤い糸（史つぼみ）
- 御曹司のペット 〜わたし1億借りました〜（茂呂おりえ）2020年6月11日 -
- 鏡話（犬木加奈子）2021年4月25日 -
- 歌舞伎町ダブルオー SとSのバディ（原作：凛堂蓮、漫画：ハル）2020年5月4日 -
- カラダ、重ねて、重なって（iko）2021年1月6日 -
- 吸血鬼を飼うことになりまして（清野静流）2020年8月8日 -
- キスは10年たってから（中村ユキチ）2021年4月21日 -
- 今日もわたしは元気ですぅ!!（キレ気味）〜転生悪役令嬢に逆ざまぁされた転生ヒロインは、祝福しか能がなかったので宝石祝福師に転身しました〜（原作：古森きり、漫画：木乃ひのき、キャラクター原案：藤未都也）2021年4月19日 - ※コミカライズ。
- 黒緋の薬師（東城和実）2020年8月25日 -
- ケイ×ヤク -あぶない相棒-（薫原好江）2019年1月28日 -
- 幻炎の城のナビン（慎結）2025年5月24日[8] -
- 恋ヶ窪くんにはじめてを奪われました（美麻りん）2021年3月30日 -
- 恋のはじまり（蒼井まもる）
- コイビト交換日記（久世みずき）2020年8月29日 -
- 極妻デイズ〜極道三兄弟にせまられてます〜（長谷垣なるみ）2018年4月1日 -
- 子猫♂が待ってるので帰ります。（くらの）2020年7月1日 -
- このゲイとは付き合いたくない!!!（もちぎ）2021年4月7日 -
- ごめん、名波くんとは付き合えない（我楽谷）2020年11月17日 -
- これはあくまでお仕事です!〜アラサー教師、男子生徒にねらわれ中。〜（桃井すみれ）
- これはお母さんの恋の話〜極道若衆とじれキュン同居〜（式田奈央）2020年12月26日 -
- 桜色キスホリック（キリシマソウ）2018年 -
- 佐倉は私を好きすぎる（雪宮ふゆ）2021年4月27日 -
- ザツキ 〜私をスターにしなさい〜（原作：望月拓海、漫画：桜庭ゆい）2020年6月23日 -
- 汐見主任はSSS（井波呉羽）2020年3月26日 -
- シンデレラ・セキュリティ（長岡みう）2020年10月29日 -
- 真の聖女である私は追放されました。だからこの国はもう終わりです（原作：鬱沢色素、漫画：松もくば、キャラクター原案：ぷきゅのすけ）2021年4月19日 - ※コミカライズ。
- スイーツは定時のあとで（カナエサト）2019年10月4日 -
- 水曜姉弟（小菊路よう）※『少年マガジンエッジ』より移籍。
- 聖ラブサバイバーズ（ひうらさとる）2020年10月31日 -
- 先生、恋ってなんですか?（やもり四季）2021年3月25日 -
- センセイ×センセイ（クロコ）2020年1月20日 -
- 蒼穹のファフナー（原作：XEBEC、漫画：松下朋未）2019年1月23日 - ※『月刊少年シリウス』より移籍。コミカライズ。
- 誰かのことを好きなだけ（藤緒あい）2020年4月4日 -
- 超絶片思いハイスペック吉田（藤沢志月）2020年12月23日 -
- 月に吠えたンねえ（清家雪子） ※『月に吠えらんねえ』をリブートした新シリーズ[9]。

。
- 憑きもの物件あります（ゆきだるま）2020年1月26日 -
- 溺愛くんは手を出せない（杜若わか）2020年12月29日 -
- 転生王女の私、異世界サラ金王子にお買い上げされて愛玩奴隷になりました。 〜ブラック実家が買い戻そうにももう遅い〜（穐山きえ）2021年4月19日 -
- 転生大聖女の異世界のんびり紀行（原作：四葉夕ト、漫画：キダニエル）2021年3月22日 - ※コミカライズ。
- 転生魔女よ、暁を謳え（冬織透真）2020年3月6日 -
- 隣の芝生が青すぎる（こうゆうこ）2019年1月4日 -
- となりの保護者ちゃん（立樹まや）2020年8月24日 -
- トラップ 〜危険な元カレ〜（ruu）2019年12月20日 -
- 箱庭の主と最期の魔女（うさ沢妹子）2020年9月15日 -
- ハツコイ坂（つきのおまめ）2019年8月2日 -
- 花と紺青 防大男子に恋しました。（西香はち）※『別冊フレンド』連載、『Palcy』で先行配信。
- 花とくちづけ（七都サマコ）2020年8月23日 -
- 遙かなる時空の中で7（水野十子）2020年6月1日 - ※コミカライズ。
- 光のメゾン（矢島光）2020年1月1日 -
- 微炭酸なぼくら（フクシマハルカ）2020年年6月26日 -
- フォロワーが彼女になりました（やまもと桃）2021年4月30日 - ※『マガジンポケット』並行連載。
- 弁護士と17歳（小野アソビ）※『別冊フレンド』連載、『Palcy』で先行配信。
- ほいくの王さま（落合さより）2021年11月3日 - ※『週刊モーニング』でいったん終了して移籍。
- 僕の後ろに魔女がいる（山田ヒツジ）2018年8月3日 - ※『月刊少年シリウス』より移籍。
- 褒めるひと 褒められるひと（たけだのぞむ）2020年3月25日 -
- 目黒さんは初めてじゃない（9℃）2018年3月15日 -
- 落園の美女と野獣（由貴香織里）2019年10月17日 -
- 私とこわれた吸血鬼（厘のミキ）2020年8月26日 -

### 休載中
- オネエと男子、時々ごはん（湖住ふじこ） ※『ARIA』休刊後、移籍[3]。
- こじか先生は猛獣の檻の中（黒榮ゆい） ※『ARIA』休刊後、移籍[3]。
- 制服のラグナロク（原作：緑川光、漫画：紗与イチ） ※『ARIA』休刊後、移籍[3]。

### 過去の連載作品
- アオの死、僕の後悔（葛城かなで）2019年10月7日 - 2020年
- 春夏冬さんに呪われるっ!?（三ノ咲コノリ）2018年4月26日 - 2019年7月25日
- アニドルカラーズ（原作・監修：ボルテージ、漫画：三尾じゅん太）2018年8月2日 - 2019年11月15日 ※『ARIA』休刊後、移籍[3]。コミカライズ。
- 兄とわたしと先生のヒミツ（日生佑稀）2019年12月27日 - 2021年2月20日
- 茜さすセカイでキミと詠う（監修・原作：ジークレスト、漫画：田中文）2018年6月2日 - 2018年12月1日 ※『ARIA』休刊後、移籍[3]。
- あのこはマジョロシィ（瀬葉さゆ）
- アンマイガールフレンド（松本藍）
- e×COM 晴丘学園ゲーム女子部（葉月ナツ）2019年1月1日 - 2020年9月8日
- イケナイオトナ。（能登山けいこ）2019年5月 - 2019年
- AIカノジョを4年ローンで買った件（糸瀬ねめ）2018年 - 2020年10月
- 夫は実は女性でした（津島つしま）2020年8月17日 -
- 俺は恋を手に入れる。（唯月あすか）
- 女戦士ってモテないんです!（タイジロウ）2018年5月5日 - 2020年2月18日
- 怪盗セイント・テール girls!（原案：立川恵、漫画：やもり四季。）2018年9月 -
- カエルになった王子様（我楽谷）2019年5月23日 - 2020年1月2日
- カネなしアラサー、おふたりさまぐらし〜健康で文化的な老後のための資産形成物語〜（おののぶし）2019年12月18日 - 2020年6月3日
- 構わないでくれ、今日は妊活って気分じゃない。（目野真琴）2019年12月25日 - 2020年5月20日
- カレフォン（原作：鈴木おさむ、漫画：丹沢ユウ）
- かわいい子猫のアイランド 〜漫画家が保護猫を引き取った話〜（若本雪水）2020年8月19日 -
- 川越の書生さん（幹本ヤエ）2019年5月20日 - 2021年2月22日
- 今日もよろしく諭吉さん（金黒）2018年4月26日 -
- 嫌いになります、佐山くん!（七都サマコ）2018年4月29日 - 2019年12月15日
- K 赤の王国（ストーリー原作：来楽零(GoRA)、漫画：都村葉）2018年6月6日 - 2019年5月8日
- 結婚したいモンスターになった私の話（愛内あいる）2019年6月1日 - 2019年12月7日
- ごくとも。〜極道の孫と友だちになりました〜（軍三郎）2019年7月17日 - 2020年5月
- 心のペットは本音をしゃべる。（ichimi）
- ご無沙汰ちゃんは××したい（磋藤にゅすけ）2020年8月18日 - 2021年3月
- 佐伯さんは眠ってる（原作：春原ロビンソン、漫画：小菊路よう）2018年3月15日 - 2020年2月1日
- シェアファミ!（日下直子）2020年4月 - 2021年
- しおりとたっくん（北野カンキ）2020年8月1日 -
- 重神機パンドーラ0（原作：河森正治・サテライト、構成：敷八木風紀、漫画：さおとめあげは）2018年3月22日 - 2018年12月6日 ※コミカライズ。
- 新入社員がまいります!（らおや）2019年5月19日 - 2019年12月29日
- 世紀末ちるどれん（なつみん）
- 青春マイノリティ!!（えいくら葛真）
- 前世カップリング（杜若わか）2018年4月26日 - 2020年4月16日
- 全部失っても、君だけは（ふせでぃ）2019年10月3日 - 2020年11月5日
- その結婚、買います（須野ゆき子）2018年8月26日 - 2021年1月31日
- その別れ話、聞かせてください。（青色イリコ）2020年2月1日 - 2020年6月6日
- 太陽くんと偽りアカウントちゃん（大和アカ）2018年4月30日 - 2020年2月17日
- ダウト〜嘘つき王子は誰?〜（原作・監修：ボルテージ、漫画：此処田ヨー子）2018年9月 - 2020年11月 ※コミカライズ。
- 脱ぽちゃ。-20kgヤセてぽっちゃり人生脱出しました。-（蟻子）2018年4月27日 - 2021年1月15日
- チクホー男子☆登校編（美月うさぎ）2019年 - ※『モーニング』で連載した同名タイトルの作品の続編。
- 束の間の一花（タダノなつ）2019年7月26日 - 2021年4月9日
- DEATHペディア（原作：「DEATHペディア」、監修：上野正彦、高木徹也、漫画：雨宮理真） ※『ARIA』休刊後、移籍[3]。
- デスライブ 推し変は死の始まり（白森さわ）
- となりの稲荷（庭猫もる）2018年10月4日 - ※pixivで発表後、リメイクされて連載化。
- 隣の席のヤツが死ぬらしい（茅なや）
- 猫にんじゃ!（影爾）
- ねこボラ部のみるくさん（森永みるく）2018年10月1日 - 2019年4月1日
- 処女同盟（あおいみつ）
- 羽柴くんは152センチ（日向きょう）2018年3月19日 - 2019年9月16日 ※『なかよし』連載後、移籍[10]。
- 引きこもり新妻（ウラ）2020年2月1日 - 2020年6月6日
- 微熱男子のおおせのまま（雪森さくら）2018年3月15日 - 2019年4月7日
- ぷにぷにぷにおちゃん 〜赤ちゃん観察日記〜（にくきゅうぷにお）2019年4月19日 - 2021年
- 文鳥とメガネくん（オオノジュンコ）
- ボクとわたしの10年恋（うさ沢妹子）2018年5月29日 - 2020年5月12日
- まにまに道草（大町テラス）2020年3月14日 - 2020年8月1日
- まぶささ（ななせ）2018年5月2日 -
- マンガでわかる 未来の年表（監修：河合雅司、漫画：水上航）2019年2月15日 - 2019年8月13日 ※『未来の年表』（講談社現代新書）より。
- 蜜血姫とヴァンパイア（冬織透真）2018年8月3日 - 2020年1月10日
- メサイア-CODE EDGE-（原作・ストーリー構成：高殿円、監修：MESSIAH PROJECT、漫画：ミナヅキアキラ）2018年8月 - ※『ARIA pixivコミック』より移籍。
- 望月さん家のヤンキー（卯月ミヤ）
- ラブコメビギナー（卯月ミヤ）
- 理想のオトコ（チカ）2019年11月 - 2020年4月 ※「LINEマンガ」より移籍。
- 料理人の男友達に痩せさせられた話する?（みずさわるる）

## 映像化作品

### テレビアニメ化
| 作品                                 | 放送年 | アニメーション制作   | 備考 |
| ------------------------------------ | ------ | -------------------- | ---- |
| 犬と猫どっちも飼ってると毎日たのしい | 2020年 | チーム・ティルドーン |      |

### テレビドラマ化
| 作品                      | 放送年 | 備考 |
| ------------------------- | ------ | ---- |
| 理想のオトコ              | 2021年 |      |
| ケイ×ヤク -あぶない相棒-  | 2022年 |      |
| 愛しい嘘 優しい闇         | 2022年 |      |
| 褒めるひと 褒められるひと | 2023年 |      |
| 東京サラダボウル          | 2025年 |      |

## コミックス
コミックスが紙の単行本として刊行される場合、ワイドKC、KCデラックス、マガジンエッジKCなどのレーベルが使用される。講談社の漫画レーベルは掲載誌名が入る場合がある。
アプリのリリース当初はPalcy専用レーベルが存在しなかったが、後に一部のオリジナル連載作品でKC Palcyが独立して使われるようになった。電子書籍限定でのみ単行本化される作品も存在する。